# Чахчах-Казмаляр
Чахчах-Казмаляр — село в Магарамкентском районе Дагестана.
Образует сельское поселение село Чахчах-Казмаляр как единственный населённый пункт в его составе.

## Географическое положение
Расположено в 22 км к северо-востоку от районного центра с. Магарамкент, на левом берегу реки Самур.

## История
Образовано в начале 1900-х годов как отселок села Чахчах. 
В конце 1960-х годов в село были переселены жители сел Чахчах и Чахчах-Казмаляр.

## Население
| 1926  | 1939  | 1959  | 1970  | 1989  | 2002  | 2010  |
| ----- | ----- | ----- | ----- | ----- | ----- | ----- |
| 198   | ↘104  | ↗687  | ↗868  | ↗1490 | ↗1904 | ↗1927 |
| 2012  | 2013  | 2014  | 2015  | 2016  | 2017  | 2018  |
| ↗1938 | ↗1945 | ↗1961 | ↗1973 | ↗1983 | ↘1978 | →1978 |
| 2019  | 2020  | 2021  | 2023  | 2024  | 2025  |       |
| ↗1980 | ↗1983 | ↘1333 | ↘1332 | ↗1335 | ↗1343 |       |